# Growing of my heart
〈Growing of my heart〉(그로윙 오브 마이 하트, 일본어: グロウィング・オブ・マイ・ハート 그로윈구 오브 마이 하토[*])는 쿠라키 마이의 스물두 번째 싱글로 2005년 11월 9일에 기자 스튜디오에서 발매됐다. 한국에서는 〈Growing of my heart〉라는 제목으로 간미연에 의해 커버됐다.
요미우리 TV 애니메이션 《명탐정 코난》  오프닝 테마이다. 같은 시기의 엔딩 테마인 이와타 사유리의 〈Thank You For Everything〉도 같은 날에 발매됐다.
일본의 여성 가수 VALSHE가 커버해서, 2013년 11월 27일에 발매된 싱글 〈Butterfly Core〉의 초도 한정반 B에 수록되어있다. 

## 수록곡
| #  | 제목                    | 작사        | 작곡        | 편곡 | 재생 시간 |
| -- | ----------------------- | ----------- | ----------- | ---- | --------- |
| 1. | 〈Growing of my heart〉 | 쿠라키 마이 | 오노 아이카 | 4:27 |           |
| 2. | 〈Seven Nights〉        | 쿠라키 마이 | 오노 아이카 | 4:08 |           |
| 3. | 〈Winter*Swear〉        | 쿠라키 마이 | Cybersound  |      |           |

## 간미연 버전
〈Growing of my heart〉는 간미연이 2008년 5월 20일에 발매한 디지털 싱글이며, 2008년 4월 7일부터 2008년 7월 8일까지 투니버스에서 방영된 《명탐정 코난 6기》의 주제가이다.